# Shōgo Ōnishi
Shōgo Ōnishi (japanisch 大西 勝俉 Ōnishi Shōgo; * 29. Juli 1990 in der Präfektur Osaka) ist ein japanischer Fußballspieler.

## Karriere
Ōnishi erlernte das Fußballspielen in der Schulmannschaft der Kinki University High School und der Universitätsmannschaft der Kinki-Universität. Seinen ersten Vertrag unterschrieb er 2013 beim Ehime FC. Der Verein spielte in der zweithöchsten Liga des Landes, der J2 League. Für den Verein absolvierte er drei Ligaspiele. 2017 wechselte er zum Drittligisten Azul Claro Numazu. Für den Verein absolvierte er 23 Ligaspiele. 2019 unterschrieb er einen Vertrag beim  Zweitligisten Kagoshima United FC. Am Ende der Saison 2019 stieg der Verein in die dritte Liga ab. Bei Kasgoshima stand er vier Spielzeiten unter Vertrag. Nach insgesamt 58 Ligaspielen wechselte er im Januar 2023 zum ebenfalls in der dritten Liga spielenden Vanraure Hachinohe.